# Clint Curtis
Clinton Eugene „Clint“ Curtis (* 1958) je americký programátor, žijící v Tallahassee ve státě Florida, který do února 2001 pracoval pro Yang Enterprises (YEI). Je známý především pro svá obvinění proti této firmě a též proti republikánském kongresmanovi Tomu Feeneymu. Nejvážnější z nich, které vypovídal pod přísahou a detektorem lži, zahrnuje jeho účast na počítačovém programu, který by zfalšoval volební výsledky v roce 2000.
V září 2004, krátce před prezidentskými volbami, Curtis shrnul svá obvinění a kritiku k administrativě George W. Bushe, Yang Enterprises a Tomu Feeneymu v knize, kterou vydal na vlastní náklady – Just a fly on the wall (Jen moucha na zdi).

## Obvinění z volebního podvodu
Na kongresovém slyšení v městě Columbus státu Ohio dne 13. prosince, Curtis pod přísahou uvedl, že na pokyn republikána Toma Feeneho byl v září 2000 požádán, aby napsal program pro volební stroje s dotykovou obrazovkou, který by dokázal změnit volební výsledky, aniž by se toto dalo zjistit. Tato technologie, jak Curtis vysvětlil, může být též použita v jakémkoli tabulačním stroji nebo skeneru. Curtis původně předpokládal, že tyto snahy byly namířeny na zjištění podvodu Demokratické strany Spojených států, ale později se dověděl, že z toho měli těžit republikáni.
Tom Feeney odpověděl v lednu 2005 v článku St. Petersburg Times, kde popřel, že by se s Curtisem vůbec kdy setkal, nikdy s nikým nediskutoval na téma volebního podvodu a že rozhodnutí použít volební stroje s dotykovými obrazovkami padlo v listopadu 2000.
3. dubna 2005 Curtis svá obvinění zopakoval pod detektorem lži. Testem prošel.
V roce 2006 Curtis kandidoval do kongresu Spojených států ve 24. floridském obvodu právě proti Tomu Feeneymu, ale těsně prohrál.